# Epipsilia lucida
Epipsilia lucida är en fjärilsart som beskrevs av Feichtenberger 1962. Epipsilia lucida ingår i släktet Epipsilia och familjen nattflyn. Inga underarter finns listade i Catalogue of Life.